# Saint-Germain-en-Laye (tổng)
Tổng Sartrouville là một tổng của Pháp, tọa lạc tại tỉnh Yvelines trong vùng Île-de-France của Pháp.

## Phân chia hành chính
Tổng Sartrouville se confond avec la commune de: 
- Sartrouville: 50 219 dân (thủ phủ của tổng),